# Янус, Александр Николаевич
Александр Николаевич Янус (эст. Aleksander Jaanus, 25 декабря 1904, Раквере, Эстляндская губерния, Российская империя — ноябрь 1960, Таллин) — партийный и государственный деятель Эстонской ССР.

## Биография
С апреля 1919 по апрель 1924 служил в Красной Армии, в 1924—1929 году работал на заводе «Большевик» в Киеве, одновременно в 1927—1929 гг. был слушателем вечернего пролетарского факультета в Киеве, а 1929—1931 гг. — заместителем председателя районной контрольной комиссии в Северо-Кавказском крае.
С 1926 года вступил в ВКП(б), в 1935—1937 годах был политзаместителем директора МТС в Чечено-Ингушской АССР, в 1937—1940 годах — руководителем отдела партийной пропаганды редакции газеты «Грозненский рабочий», с мая до августа 1940 года находился в резерве Политического Совета Ленинградского Военного Округа. После присоединения Эстонии к СССР был начальником политического отдела 180-й дивизии, с августа 1941 до июня 1942 года он был заместителем главы политического отдела 202-й дивизии, а с июня 1942 до марта 1943 года был заведующим политического отдела 126-й отдельной бригады морской пехоты, с марта до июня 1943 года был в резерве политического совета Красной Армии, потом был старшим инспектором политического отдела 8-го Эстонского корпуса морской пехоты, с февраля 1944 по январь 1945 года был заместителем командира полка артиллерии по политическим вопросам, а с января 1945 по январь 1946 года заместителем командира полка по политической части в звании майора.
С января 1946 по апрель 1950 был 1-м секретарем районного комитета Коммунистической Партии (большевиков) Эстонии в Вильянди, с 26 марта 1950 года до 11 апреля 1951 — секретарем ЦК КП(б)Э и одновременно с 26 марта 1950 до 11 февраля 1954 года — членом Бюро ЦК КП(б)Э.
С апреля 1951 по июнь 1953 года он был начальником сектора политического Министерства сельского хозяйства Эстонской ССР, с июня 1953 по февраль 1954 года — начальник отдела политического управления милиции Министерства внутренних дел Эстонской ССР, с февраля 1954 по июль 1956 — заместитель министра торговли Эстонской ССР по работе с персоналом, а с 1956 до смерти — на хозяйственной работе в Таллине.